# HD7410
HD7410 є хімічно пекулярною зорею спектрального класу
A5 й має видиму зоряну величину в смузі V приблизно  9,1.

## Пекулярний хімічний вміст
Зоряна атмосфера HD7410 має підвищений вміст 
Cr
.